# O Gud, min Gud, vad jag är glad
O Gud, min Gud, vad jag är glad är en psalm av Lina Sandell. I Finland är sången representerad i laestadianernas samt evangeliska väckelserörelsens sångböcker.